# Concistori di papa Alessandro III

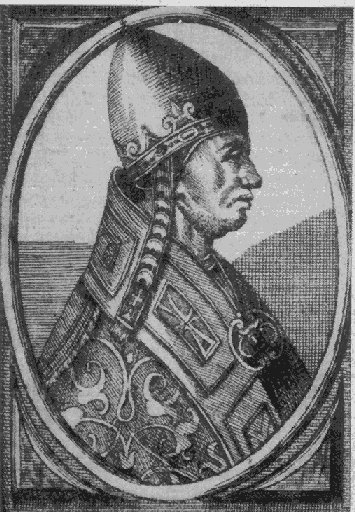
Papa Alessandro III

Questa voce raccoglie l'elenco completo dei concistori per la creazione di nuovi cardinali presieduti da papa Alessandro III, con l'indicazione di tutti i cardinali creati su cui si hanno informazioni documentarie (68 nuovi cardinali in 15 concistori). I nomi sono posti in ordine di creazione.

## 18 febbraio 1160 (I)
- Milo, creato cardinale diacono di Santa Maria in Aquiro (morto dopo aprile 1160)

## 1163 (II)
- Konrad von Wittelsbach, arcivescovo di Magonza (Germania); creato cardinale presbitero di San Marcello (morto nell'ottobre 1200)
- Antonio, creato cardinale presbitero di San Marco (morto ca. 1167)
- Manfredo, O.S.B., creato cardinale diacono di San Giorgio in Velabro (morto nel gennaio 1178)
- Ugo da Ricasoli, creato cardinale diacono di Sant'Eustachio (morto ca. 1182)
- Oderisio, O.S.B.Cas., abate di S. Giovanni in Venere (Lanciano); creato cardinale diacono (diaconia ignota) (morto dopo aprile 1177)

## 1164 (III)
- Ugo Pierleoni, Can.Reg. St. Victor, vescovo di Piacenza; creato cardinale vescovo di Frascati (morto nell'aprile 1167)
- Ottone, creato cardinale vescovo di Palestrina (morto prima del 1176)
- Benerede, O.S.B., abate di St. Crépin (Soissons); creato cardinale diacono (diaconia ignota) (morto verso luglio 1180); beato
- Teodino degli Atti, O.S.B., creato cardinale presbitero di San Vitale (morto a metà del 1186)
- Pietro Caetani, canonico capitolare della Cattedrale di Bologna; creato cardinale diacono di Santa Maria in Aquiro (morto ca. 1165)
- Vitellio, O.S.B., abate; creato cardinale diacono dei Santi Sergio e Bacco (morto verso luglio 1175)
- Girolamo, Can.Reg.. S. Frediano (Lucca); creato cardinale diacono di Santa Maria Nuova (morto prima del 1177)
- Eguillino, creato cardinale diacono (diaconia ignota) (morto prima del 1182)

## 15 dicembre 1165 (IV)
- Ermanno, vice-cancelliere di Santa Romana Chiesa; creato cardinale presbitero di Santa Susanna (morto ca. 1170)
- Galdino, arcidiacono e cancelliere di Milano; creato cardinale presbitero di Santa Sabina (morto nell'aprile 1176); canonizzato da Papa Alessandro III, la sua memoria ricorre il 18 aprile
- Raniero, creato cardinale presbitero di Sant'Eusebio (morto prima del 1178)
- Teodino, O.S.B.Cas., abate di Montecassino; creato cardinale presbitero (titolo ignoto) (morto nel 1166)
- Pietro de Bono, Can.Reg. S. Maria di Reno; creato cardinale diacono di Santa Maria in Aquiro (morto nel dicembre 1187)
- Ermanno, creato cardinale diacono di Sant'Angelo in Pescheria (morto ca. 1170)
- Bonifazio, creato cardinale diacono dei Santi Cosma e Damiano (morto ca. 1170)

## 1168 (V)
- Giovanni, O.S.B., abate del monastero di S. Sofia (Benevento); creato cardinale presbitero di San Sisto (morto nel 1177)
- Rainaldo, O.S.B.Cas., vescovo eletto di Gaeta; creato cardinale diacono (diaconia ignota) (morto nel febbraio 1188)

## 1170 (VI)
- Oddone d'Ourscamp, creato cardinale vescovo di Frascati (morto prima di febbraio 1172)
- Gérard d'Autun, arcidiacono di Autun (Francia); creato cardinale presbitero di Santo Stefano al Monte Celio (morto dopo il 1176)
- Vernavero, creato cardinale presbitero di San Clemente (morto ca. 1178)
- Lesbio Grassi, creato cardinale presbitero di Santa Susanna (morto ca. 1177-78)
- Leonato, O.S.B., abate del monastero di San Clemente a Casauria; creato cardinale diacono (diaconia ignota) (morto nel 1182)
- Riso, creato cardinale diacono dei Santi Cosma e Damiano (morto ca. 1176)

## 1171 (VII)
- Ugo Pierleoni, Can.Reg. St. Victor, creato cardinale diacono di Sant'Angelo in Pescheria (morto verso il 1183)
- Thibaud, O.S.B.Clun., abate di Cluny; creato cardinale presbitero di Santa Croce in Gerusalemme (morto nel novembre 1188)
- Lombardo, arcivescovo di Benevento; creato cardinale presbitero di San Ciriaco alle Terme Diocleziane (morto nel 1179)
- Laborante, creato cardinale diacono di Santa Maria in Portico Octaviae (morto ca. 1189-90)

## Settembre 1173 (VIII)
- Pietro, vescovo di Meaux (Francia); creato cardinale presbitero di San Crisogono (morto nel 1180)
- Guglielmo, forse Can.Reg. S. Maria di Reno; creato cardinale presbitero di Santa Prassede (morto verso dicembre 1173)
- Uberto Crivelli, arcidiacono capitolare della Cattedrale di Milano; creato cardinale presbitero (titolo ignoto); poi eletto Papa Urbano III il 25 novembre 1185 (morto nell'ottobre 1187)
- Marcello, creato cardinale diacono di San Giorgio in Velabro (morto alla fine del 1174)
- Raniero, minor, creato cardinale diacono (diaconia ignota) (morto alla fine del 1183)

## 7 marzo 1175 (IX)
- Vibiano, creato cardinale diacono di San Nicola in Carcere (morto dopo novembre 1185)
- Gerardo, creato cardinale diacono (diaconia ignota) (morto ca. 1178)

## Dicembre 1176 (X)
- Pietro, creato cardinale presbitero di Santa Sabina (morto prima di settembre 1178)
- Tiberio Savelli, creato cardinale presbitero di Santa Cecilia (morto agli inizi del 1178)
- Gandolfo, O.S.B., abate del monastero di S. Sisto (Piacenza); creato cardinale diacono dei Santi Cosma e Damiano (morto nel 1219)

## Marzo 1178 (XI)
- Pietro, creato cardinale presbitero di Santa Cecilia (morto verso maggio 1178)
- Pietro, creato cardinale presbitero di San Lorenzo in Lucina (morto prima del 1190)
- Matteo, Can.Reg. S. Frediano (Lucca); creato cardinale diacono di Santa Maria Nuova (morto prima di dicembre 1182)
- Graziano, legato pontificio in Inghilterra; creato cardinale diacono dei Santi Cosma e Damiano (morto nel 1203)
- Ardoino, creato cardinale diacono di Santa Maria in Via Lata (morto ca. 1182)

## 22 settembre 1178 (XII)
- Ardoino da Piacenza, Can.Reg. S. Frediano (Lucca); creato cardinale presbitero di Santa Croce in Gerusalemme (morto ca. 1184)
- Giovanni, creato cardinale diacono di Sant'Angelo in Pescheria (morto tra il 1181 e il 1182); beato
- Bernardo, creato cardinale diacono di San Nicola in Carcere (morto alla fine del 1181)
- Rainier, creato cardinale diacono di Sant'Adriano al Foro, dopo Eutichio (morto nell'agosto 1182)
- Paolo, creato cardinale diacono dei Santi Sergio e Bacco (morto ca. 1181)
- Eutichio, creato cardinale diacono di Sant'Adriano al Foro (morto nel 1178)

## Dicembre 1178 (XIII)
- Pietro da Pavia, O.S.B., creato cardinale vescovo di Frascati (morto nel 1189)
- Rogerio, O.S.B.Cas., Arcivescovo di Benevento, creato cardinale presbitero di Sant'Eusebio (morto nel 1221)
- Mathieu d'Anjou, creato cardinale presbitero di San Marcello (morto nel 1183-84)
- Erberto (forse Erberto di Bosham), creato cardinale diacono (diaconia ignota) (morto nel 1186)
- Jacopo, creato cardinale diacono di Santa Maria in Cosmedin

## Marzo 1179 (XIV)
- Henri de Marsiac, O.Cist., abate di Clairvaux; creato cardinale vescovo di Albano (morto nel luglio 1188)
- Guglielmo dalle Bianche Mani, arcivescovo di Reims (Francia); creato cardinale presbitero di Santa Sabina (morto nel settembre 1202)
- Roberto, creato cardinale presbitero di Santa Pudenziana (morto prima del 1188)
- Galando, creato cardinale (è ignoto il titolo o la diaconia)
- Ildeberto, creato cardinale presbitero dei Santi XII Apostoli (morto ca. 1182)
- Paolo Scolari, canonico della Basilica Liberiana; creato cardinale diacono dei Santi Sergio e Bacco; poi eletto Papa Clemente III il 19 dicembre 1187 (morto nel marzo 1191)
- Tiburzio, creato cardinale diacono (diaconia ignota)

## 1180 (XV)
- Bernardo, creato cardinale vescovo di Palestrina (morto nel 1180)
- Rolando Paparoni, creato cardinale diacono di Santa Maria in Portico Octaviae (morto ca. 1189)

## Fonti
- (EN) Current and historical information about the Bishops and Dioceses of the Catholic Hierarchy around the world, su catholic-hierarchy.org.
- (EN) Salvador Miranda, Alexander III, su fiu.edu – The Cardinals of the Holy Roman Church, Florida International University. URL consultato il 27 luglio 2015.